# Aina Ferrer Torrens
Aina Ferrer Torrens  (Inca, Maiorca, 22 de outubro do 1959), é uma poeta balear.
Aina licenciou-se em Biologia e exerce como professora de educação infantil e primária.
Como poeta, é membro, como Maria Victoria Secall, do colectivo “Fart D'art”, pelotão poético, tratando de divulgar a poesia mediante montagens de poesia, entre outras actividades.
Além disso, aparece no documentário de poetas maiorquinas. “Som elles” do ano 2012, de Aina Risse.

## Reconhecimentos
No ano 2007 recebeu o prémio de poesia Joan Tejedor dos Prémios Literários Ciutat de Olot.